# Volkswagen Taigun

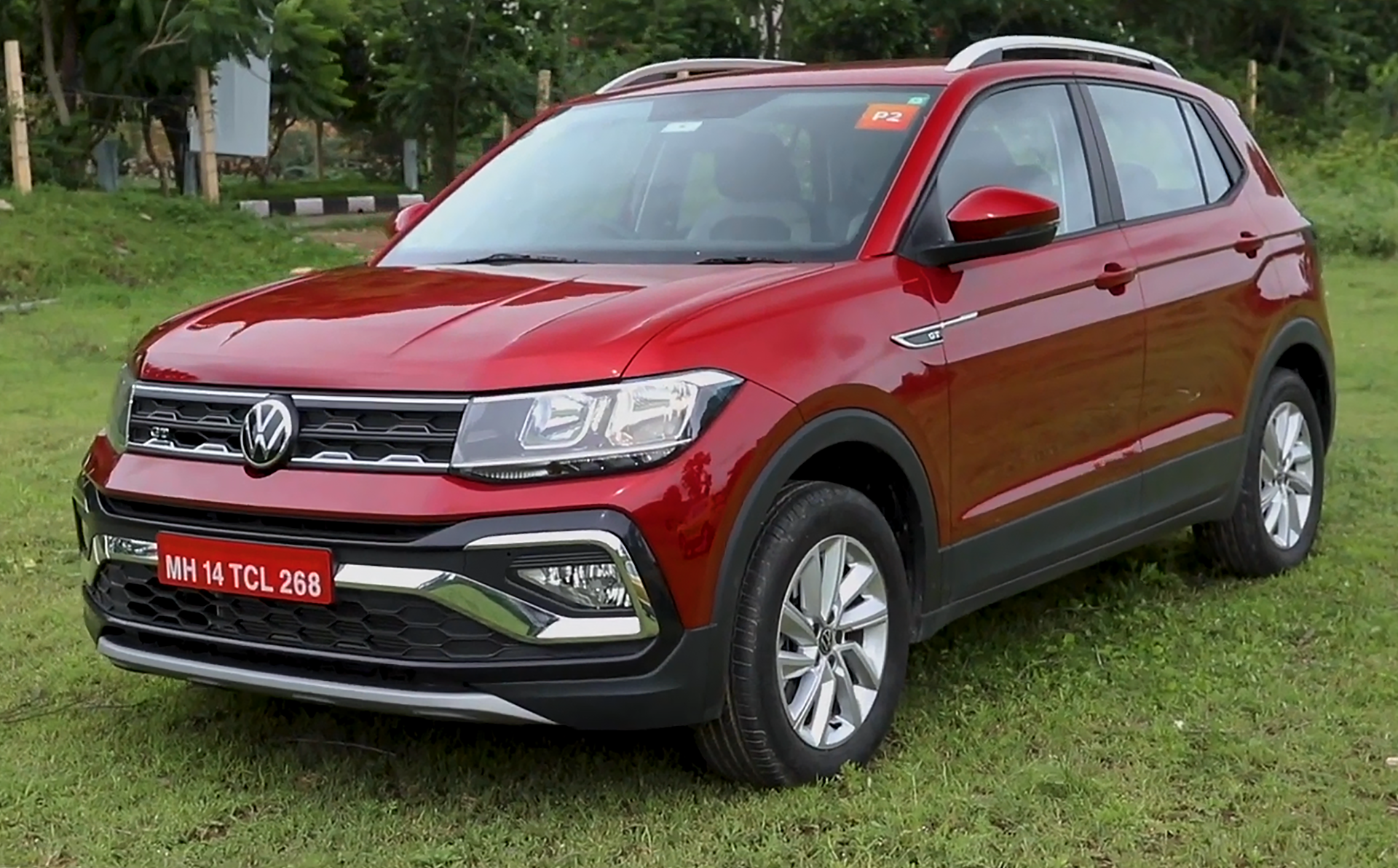
Imagem Ilustrativa

O Taigun é um carro conceito da Volkswagen com plataforma do vw up! Apresentado no salão de automovel de 2011 